# Метод Сільви
Ме́тод Сі́льви — це програма психологічної самодопомоги, створена американським дослідником-самоуком Хосе Сільвою, метою якої є підвищення IQ особистості і почуття власного благополуччя шляхом розвитку вищих функцій мозку. Прихильники вважають, що використання Методу може покращити самооцінку людини, надати їй можливість мислити ефективніше, і що вона може допомогти людям у подоланні залежностей.
Відповідно до визначень відомого письменника Артура Кларка і колишнього ілюзіоніста Джеймса Ренді, основою Методу Сільви є використання позитивного мислення, створення зорових образів, медитації і самогіпнозу. Сам Сільва вважав, що його метод може бути використаний для навчання паранормальним здібностям, таким як екстрасенсорне відчуття, і що він дозволяє тим, хто його практикує, підключитися до вищої свідомості. Метод був підданий критиці як псевдонаука.
Хосе Сільва розпочав працю над методом, пізніш відомим як Управління Розумом Хосе Сільви, у 1944 році, та розпочав його комерційне використання у 1966 році.
Основою методу стало переконання Сільви, що думки й дії 90% населення у світі керуються лівою півкулею мозку, що створює обмеження мислення, яке використовує тільки логічні, інтелектуальні, інструменти вирішення проблем. Сільва вважав, що шляхом навчання людей мисленню, як за допомогою правої півкулі мозку, так і лівої, вони зможуть отримати доступ до інформації, що зберігається на підсвідомому рівні. Метод Сільва, як видається, засновано на відкриттях Роджера Сперрі про функціональне розділення правої та лівої півкуль головного мозку, але Сільва вніс свої власні поправки до цієї моделі
Техніки Методу Сільви спрямовані на досягнення та підтримку ефективнішого стану психічної діяльності, так званого альфа-ритму, в якому людський мозок генерує електричні імпульси з частотою від восьми до тринадцяти Гц. Хосе Сільва стверджував, що це дозволяє підвищити рівень ефективної праці мозку. За словами Сільви, за допомогою створених ним вправ, людина може розвинути здатності до яснобачення, і контактувати з вищим рівнем інтелекту. Інформація, отримана таким чином, може бути використана для вирішення проблем.
Першим ступенем навчання в Методі Сільви є Основний (або Базовий) курс в якому зібрані вправи, що допомагають навчитись входити в так званий стан альфа (автор терміна Хосе Сільва). Автором частини технік, зібраних в Основному курсі не є сам Хосе Сільва. Так техніка закладок пам'яті є, насправді, технкою запам'ятовування давньогрецького поета Сімоніда Кеоського. Техніка рукавичкового знеболення є запозиченням з практик Мілтона Еріксона, а створення розумової лабораторії та порадників — розвитком ідеї Наполеона Гілла.
Другим ступенем навчання є курс Ультра — основною темою якого, є вправи безконтактного масажу, опрацьовані Хосе Сільвою.
Додатковим до названих вище існує також курс Graduate призначений для випускників Основного курсу.
Попри те, що Метод Сільви існує з 1966 року, сучасна наука не підтримує твердження Хосе Сільви про те, що альфа-ритми, генеровані мозком людини у стані спокою, покращують її розумові здатності. Можливо причина високої ефективності вправ Методу Сільви знаходиться у зовсім іншій площині, а саме у контрольованому використанні уяви.
В Україні перший курс Методу Сільви було проведено в м. Донецьку у жовтні 1998 року Романом Борсуком.
Розвитком ідей Хосе Сільви в Україні займається Школа Романа Борсука.